# Куковальська Неля Михайлівна

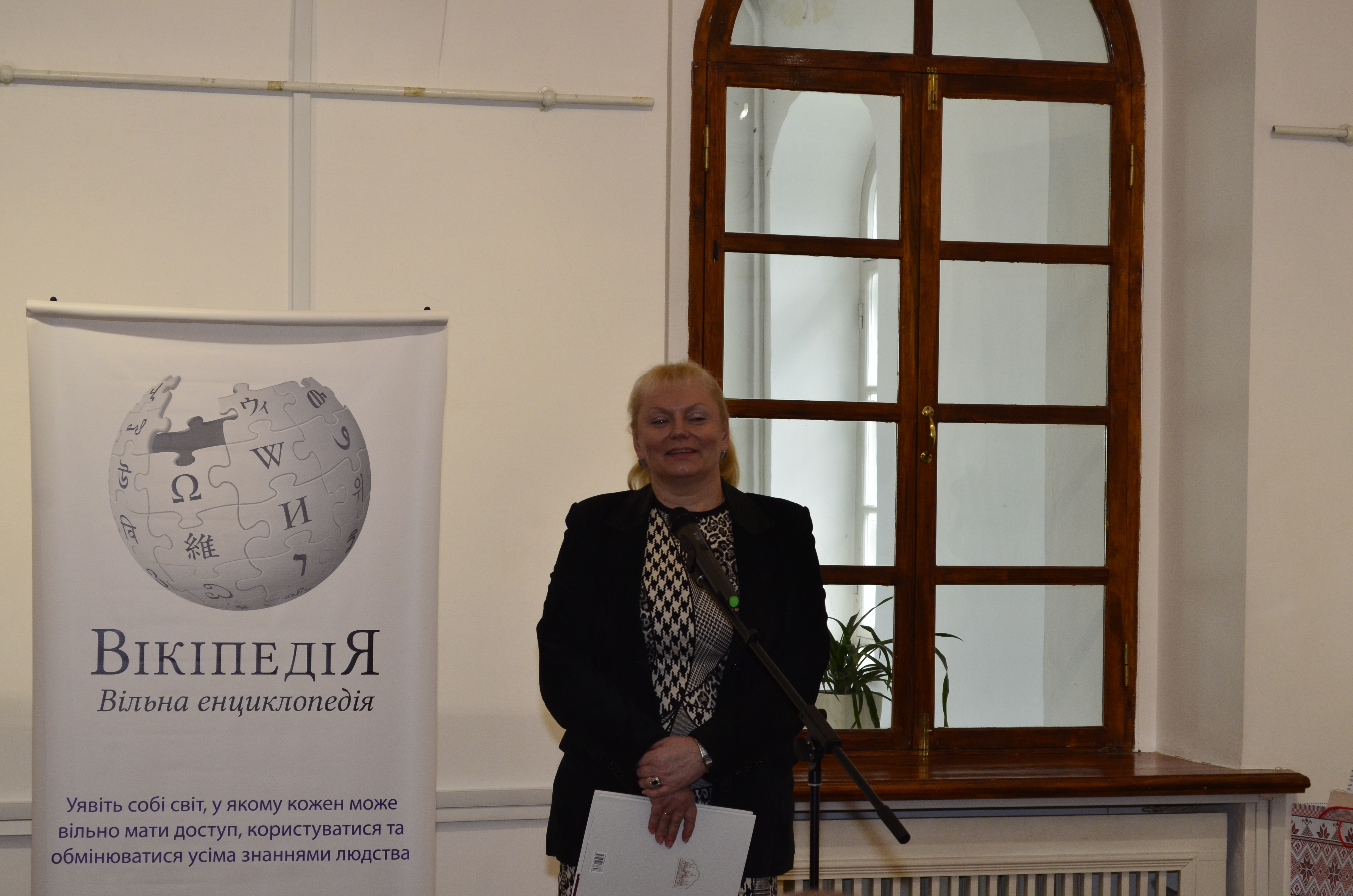
На церемонії нагородження переможців конкурсу «Вікі любить пам'ятки», 2015

Кукова́льська Неля Михайлівна (24 червня 1959, с. Ленінське, Апостолівський район, Дніпропетровська область, Українська РСР) — українська музейниця, директор заповідника «Софія Київська» (2000—2012, з 2015), заслужений працівник культури України, голова музейно-експертної ради ВУАМ, дійсний член Української академії архітектури, член головної ради Українського товариства охорони пам'яток історії та культури.

## Життєпис
1983 року закінчила будівельний факультет Московський інститут інженерів залізничного транспорту, а вже на директорській посаді 2004 року, отримала диплом в Переяслав-Хмельницькому педагогічному університеті за фахом «вчитель історії та українознавства».
З червня 2000 року — директор, з вересня 2003 року — директор заповідника «Софія Київська». Керувала організаційною і пошуковою роботою з пошуку таємничо зниклих останків Ярослава Мудрого.
24 квітня 2025 року Міністерство культури тимчасово відсторонило Куковальську від виконання обов'язків директора заповідника й почало перевірку її роботи. Їй закидали про неефективність використання майна, коштів та недотримання контракту. Колектив закладу неодноразово виступав на її підтримку, після цього у Мінкульті заявили, що це збіг кадрових змін, а не намагання змінити директора. 230 працівників «Софії Київської» звернулись до президента з проханням захистити заповідник від тиску Мінкульту та поновити Куковальську на посаді. Врешті, 23 червня, Куковальську було поновлено на посаді директора заповідника «Софія Київська».